# República Popular China en los Juegos Olímpicos de Helsinki 1952
La República Popular China estuvo representada en los Juegos Olímpicos de Helsinki 1952 por un deportista masculino que compitió en natación (Wu Chuanyu).
El equipo olímpico chino no obtuvo ninguna medalla en estos Juegos.